# Гельфман, Геся Мировна
Ге́ся Мееровна (Ми́ровна, Мироновна) Ге́льфман (1855, Мозырь — 1(13) февраля 1882, Санкт-Петербург) — российская революционерка, агент Исполнительного комитета «Народной воли». Одна из деятельных участниц движения первомартовцев, придерживавшихся методов борьбы за власть средствами террора.

## Биография
Геся Гельфман родилась в еврейской семье в городе Мозырь Минской губернии. Её отец торговал лесом, а мать владела мануфактурной лавкой. Мать рано умерла, а мачеха мало внимания уделяла Гесе. Однажды родители отправили её в Бердичев на свадьбу к родственникам. Там она провела несколько месяцев. Когда она вернулась в Мозырь, то узнала, что её собираются выдать замуж за единственного сына лесопромышленника, знакомого отца. В последнюю ночь перед свадьбой она бежала. В 1871 году приехала в Киев, где нанялась помощницей к портнихе. В этом же году поступила на акушерские курсы при Киевском университете, которые окончила в 1874 году. В это время начала принимать участие в революционной деятельности. Она участвовала в собраниях нелегальных социалистических кружков, оказывала различные мелкие услуги революционерам-пропагандистам.
Весной 1875 года в Киев приехали представители московского кружка революционеров для налаживания связей с местными рабочими. Геся Гельфман примкнула к этой организации и приняла активное участие в её деятельности в Киеве (на её имя приходили письма, денежные переводы, её квартира служила явкой для революционеров). 9 сентября 1875 года она была арестована. Полтора года провела в доме предварительного заключения в Санкт-Петербурге.
В 1877 году осуждена на «Процессе пятидесяти» и приговорена к двум годам принудительных работ. Наказание отбывала в Литовском замке в Санкт-Петербурге.
В этот период она познакомилась с народовольцем Николаем Саблиным (по другим данным — с Николаем Колодкевичем), ставшим впоследствии её фактическим мужем, с которым она проживала под именем Елены Григорьевны.
После отбытия наказания, 14 марта 1879 года, Гельфман выслали под надзор полиции в Старую Руссу (Новгородская губерния), откуда она в сентябре этого же года бежала в Санкт-Петербург. Примкнула к «Народной Воле». Вела пропаганду среди молодёжи, много работала в Красном Кресте «Народной Воли», стала хозяйкой, последовательно, трёх конспиративных квартир. В феврале 1881 года Гельфман вместе с Саблиным сняла квартиру на Тележной улице. В этой квартире сначала находилась подпольная типография, а затем — динамитная мастерская «Народной Воли». Рано утром 1 марта 1881 года на этой квартире метальщики получили бомбы, одной из которых был смертельно ранен император Александр II. 2 марта после обыска, во время которого были найдены две бомбы и нелегальная литература, полиция арестовала Гельфман. При аресте Саблин застрелился. На допросе Гельфман призналась, что состоит членом «Народной воли», но отрицала своё участие в организации покушения на царя, несмотря на имеющиеся неоспоримые факты. Наряду с пятью активными участниками покушения была приговорена к повешению, однако по вынесении приговора она заявила о своей беременности. Последнее было подтверждено медицинским обследованием и исполнение приговора было отсрочено, так как согласно действовавшим на тот момент законам, казнить беременных женщин запрещалось ввиду невинности ребёнка. В Англии, Франции, Швейцарии была организована кампания за отмену смертного приговора Гесе Гельфман. Открытое письмо к императору Александру III опубликовал известный французский писатель Виктор Гюго. Подобная кампания была и в самой России.
12 октября 1881 года Геся родила здоровую девочку. После родов смертная казнь Гельфман была заменена пожизненными каторжными работами. Однако роды протекали тяжело, с осложнениями, в отсутствие медицинской помощи. Через четыре месяца после рождения ребёнка Гельфман умерла в тюрьме от гнойного воспаления брюшины, развившегося в результате нелеченого послеродового осложнения. За 6 дней до смерти Гельфман 25 января 1882 года её ребёнок был помещён в воспитательный дом, где умер, не прожив и года.

## Адреса в Санкт-Петербурге
- 09.1880 — 01.1881 года — Троицкий переулок, 25;
- февраль — 03.03.1881 года — Тележная улица, 3, кв. 18.